# دری کرکپتریک
اندره لاوان (در کیرک پاتریک)(متولد ۲۶، اکتبر۱۹۸۹) یک بازیکن فوتبال آمریکایی که برای تیم Cincinnati Bengals از لیگ فوتبال ملی (NFL)بازی می‌کرد. او در کالج فوتبال در آلاباما بازی کرده‌است.